# 記憶と想起について
『記憶と想起について』（きおくとそうきについて、希: Περί μνήμης και αναμνήσεως、羅: De memoria et reminiscentia、英: On Memory and Reminiscence）とは、アリストテレス名義の自然学短篇著作の1つであり、『自然学小論集』を構成する7篇の内の1つ。

## 構成
全2章から成る。
- 第1章 - 本篇の問題。記憶の原因。記憶作用と感覚作用・概念作用の違い。表象と対象。
- 第2章 - 想起とは何か。記憶と想起の関係。想起の構成。想起と学の差異。想起の根源。

## 日本語訳
- 『アリストテレス全集6』 岩波書店、1968年